# Dänischer Eishockeypokal 2008/09
Der Dänische Eishockeypokal 2008/09 war seit 1997 die 10. Austragung des Dänischen Pokalwettbewerbs. Die Veranstaltung wird vom Dänischen Eishockeyverband organisiert.

## Teilnehmer und Modus
An der Austragung des dänischen Pokals in der Saison 2008/09 nahmen alle Mannschaften der vorjährigen ersten dänischen Liga und weitere der 1. Division teil. Die unterklassigen Mannschaften mussten sich untereinander für Spiele gegen die höherklassigen Mannschaften qualifizieren. Die zwei Qualifikanten trafen auf die beiden Letztplatzierten der Vorjahresabschlusstabelle, konnten sich aber nicht durchsetzen und verpassten das Viertelfinale, wo die Erstligisten unter sich blieben. Lediglich im Viertelfinale fanden die Vergleiche mit Hin- und Rückspiel statt.
|                           | AL-Bank Ligaen : (1. Liga) | Herning Blue Fox     | AaB Ishockey      | 1. Division : (2. Liga) | Gentofte Stars |
| Frederikshavn White Hawks | AL-Bank Ligaen : (1. Liga) | Nordsjælland Cobras  | Amager Ishockey   | 1. Division : (2. Liga) |                |
| SønderjyskE Ishockey      | AL-Bank Ligaen : (1. Liga) | Rødovre Mighty Bulls | Gladsaxe Ishockey | 1. Division : (2. Liga) |                |
| Odense Bulldogs           | AL-Bank Ligaen : (1. Liga) | EfB Ishockey         |                   | 1. Division : (2. Liga) |                |
| Totempo Hvidovre IK       | AL-Bank Ligaen : (1. Liga) | Herlev Hornets       |                   | 1. Division : (2. Liga) |                |

## Vorausscheidung
Bei der Vorausscheidung spielten die Mannschaften der 1. Division im Turniermodus Jeder gegen jeden zwei Teilnehmer für die Viertelfinalqualifikationsspiele aus.
| 21. August 2008 20:00 Uhr | Gladsaxe Bears | 3:17 (1:4, 2:6, 0:7) Spielbericht | Gentofte Stars | Zuschauer: 50 |

| 22. August 2008 20:00 Uhr | Ama'r Jets | 5:3 (2:0,2:1,1:2) Spielbericht | Gladsaxe Bears |  |

| 24. August 2008 14:00 Uhr | Ama'r Jets | 1:2 (0:1,0:0,1:1) Spielbericht | Gentofte Stars |  |

| Platz | Verein         | Sp. | S | S2 | N1 | N | Tore | Punkte |
| ----- | -------------- | --- | - | -- | -- | - | ---- | ------ |
| 1     | Gentofte Stars | 2   | 2 | 0  | 0  | 0 | 19:4 | 6      |
| 2     | Ama'r Jets     | 2   | 1 | 0  | 0  | 1 | 4:7  | 3      |
| 3     | Gladsaxe Bears | 2   | 0 | 0  | 0  | 2 | 6:21 | 0      |

## Qualifikation
Es gab vier Qualifikationsspiele für die Viertelfinale, wobei der Sieger aus Spiel 1 im Viertelfinale gegen den Sieger aus Spiel 4 antreten musste; der Sieger von Spiel 2 in der Folge auf Herning Blue Fox und der Sieger von Spiel 3 auf SønderjyskE Ishockey traf.
| 26. August 2008 19:00 Uhr | Totempo Hvidovre IK | 2:3OT (2:0,0:2,0:0,0:1) Spielbericht | Rødovre Mighty Bulls |  |

| 26. August 2008 19:30 Uhr | Gentofte Stars | 1:9 (1:3, 0:4, 0:2) Spielbericht | AaB Ishockey | Gigantium, Aalborg |

| 27. August 2008 20:00 Uhr | Ama'r Jets | 1:14 (0:3,1:8,0:3) Spielbericht | EfB Ishockey |  |

| 28. August 2008 19:30 Uhr | Herlev Hornets | 2:3 (0:0,1:1,1:2) Spielbericht | Nordsjælland Cobras |  |

## Turnierplan
|  | Viertelfinale             | Viertelfinale        | Viertelfinale |                      |   | Halbfinale | Halbfinale |  |  | Finale | Finale |
|  |                           |                      |               |                      |   |            |            |  |  |        |        |
|  | Herning Blue Fox          | 4                    | 1             |                      |   |            |            |  |  |        |        |
|  | AaB Ishockey              | 3                    | 1             |                      |   |            |            |  |  |        |        |
|  | AaB Ishockey              | 3                    | 1             | Herning Blue Fox     | 2 |            |            |  |  |        |        |
|  |                           |                      |               | Herning Blue Fox     | 2 |            |            |  |  |        |        |
|  |                           | SønderjyskE Ishockey | 1             |                      |   |            |            |  |  |        |        |
|  | EfB Ishockey              | SønderjyskE Ishockey | 1             | 2                    | 1 |            |            |  |  |        |        |
|  | EfB Ishockey              |                      |               | 2                    | 1 |            |            |  |  |        |        |
|  | SønderjyskE Ishockey      | 4                    | 1             |                      |   |            |            |  |  |        |        |
|  | SønderjyskE Ishockey      | 4                    | 1             | Herning Blue Fox     | 1 |            |            |  |  |        |        |
|  |                           |                      |               |                      |   |            |            |  |  |        |        |
|  |                           | Odense Bulldogs      | 4             |                      |   |            |            |  |  |        |        |
|  | Rødovre Mighty Bulls      | Odense Bulldogs      | 4             | 2                    | 5 |            |            |  |  |        |        |
|  | Rødovre Mighty Bulls      |                      |               | 2                    | 5 |            |            |  |  |        |        |
|  | Nordsjælland Cobras       | 3                    | 3             |                      |   |            |            |  |  |        |        |
|  | Nordsjælland Cobras       | 3                    | 3             | Rødovre Mighty Bulls | 3 |            |            |  |  |        |        |
|  |                           |                      |               | Rødovre Mighty Bulls | 3 |            |            |  |  |        |        |
|  |                           | Odense Bulldogs      | 5             |                      |   |            |            |  |  |        |        |
|  | Frederikshavn White Hawks | Odense Bulldogs      | 5             | 2                    | 3 |            |            |  |  |        |        |
|  | Frederikshavn White Hawks |                      |               |                      | 3 |            |            |  |  |        |        |
|  | Odense Bulldogs           | 2                    | 5             |                      |   |            |            |  |  |        |        |

## Viertelfinale
| 26. August 2008 19:30 Uhr | Frederikshavn White Hawks | 2:2 (-:-, -:-, -:-) Spielbericht | Odense Bulldogs |  |

| 7. September 2008 14:30 Uhr | Odense Bulldogs | 5:3 (2:1, 0:0, 3:2) Spielbericht | Frederikshavn White Hawks | Skøjtehal, Herlev Zuschauer: 0653 |

| 31. August 2008 15:30 Uhr | Herning Blue Fox | 4:3 (1:0, 0:1, 3:2) Spielbericht | AaB Ishockey | Skøjtehal, Gladsaxe Zuschauer: 0907 |

| 8. September 2008 19:30 Uhr | AaB Ishockey | 1:1OT (1:0, 0:0, 0:0, 0:1) Spielbericht | Herning Blue Fox | Frihedens Skøjtehal Zuschauer: 0907 |

| 2. September 2008 19:30 Uhr | EfB Ishockey | 2:4 (1:1, 1:2, 0:1) Spielbericht | SønderjyskE Ishockey | Skøjtehal, Gentofte Zuschauer: 0845 |

| 9. September 2008 19:30 Uhr | SønderjyskE Ishockey | 1:1 (-:-, -:-, -:-) Spielbericht | EfB Ishockey |  |

| 5. September 2008 19:00 Uhr | Rødovre Mighty Bulls | 2:3 (1:1, 0:2, 1:0) Spielbericht | Nordsjælland Cobras | KSF Arena Zuschauer: 1.015 |

| 7. September 2008 15:00 Uhr | Nordsjælland Cobras | 3:5 (2:2, 0:2, 1:1) Spielbericht | Rødovre Mighty Bulls | Vestfyen Arena, Odense Zuschauer: 0610 |

## Halbfinale
| 2. Januar 2009 19:30 Uhr | Herning Blue Fox | 2:1 (0:0, 0:0, 2:1) Spielbericht | SønderjyskE Ishockey | Skøjtehal, Gladsaxe Zuschauer: 2.810 |

| 2. Januar 2009 19:30 Uhr | Rødovre Mighty Bulls | 3:5 (3:0, 0:3, 0:2) Spielbericht | Odense Bulldogs | KSF Arena, Kopenhagen Zuschauer: 1.095 |

## Finale
| 4. Januar 2009 15:00 Uhr | Herning Blue Fox | 1:4 (0:1, 0:2, 1:1) Spielbericht | Odense Bulldogs | Skøjtehal, Gladsaxe Zuschauer: 2.755 |